# 퍼즐헌트
퍼즐헌트는 특정한 공간 내에서 또는 인터넷 공간에서 일련의 퍼즐을 푸는 활동이다. 퍼즐헌트의 퍼즐은 메타 퍼즐로 연결되어 있어서 퍼즐의 답을 종합하면 최종 퍼즐을 푸는데에 힌트가 된다.

## 같이 보기
- 지오캐싱
- 대체 현실 게임
- 보물찾기 (게임)